# أكاديمية الملك فهد في لندن
جامعة الملك فهد هي مدرسة مستقلة بأكتون في إيلنغ، ومؤسسة خيرية مسجلة تحت القانون الإنجليزي  وقد تأسست الجمعية عام 1985 في شهر سبتمبر ، ورئيس مجلس الأمناء هو صاحب السمو الملكي الأمير محمد بن نواف بن عبد العزيز آل سعود  وتهدف الأكاديمية إلى توفير برنامج تعليمي دولي ثنائي اللغة للطلاب بين أعمار 3 إلى 18 عاماً. بالإضافة إلى التربية الإسلامية.

## بناء الأكاديمية
تتكون الأكاديمية من مبنين هما:
- المبنى الرئيسي حيث تبلغ مساحته 22،000م في منطقة أكتون في برومياردأفنيو، ويشتمل على مقر الجهاز الإداري، والفصول الدراسية للمرحلتين الابتدائية والمتوسطة للبنين والبنات، والمرحلة الثانوية للبنين، ومسجد، وخمسة معامل، وصالتين للفنون، ومركز للكمبيوتر، وغرفتين للتكنولوجيا، وأربع قاعات كبرى للاجتماعات، ومطعم.
- مبنى المدرسة الثانوية للبنات وهو عبارة عن مبنى تاريخي يقع في منطقة إيلنيج وهو مسجل كأحد المباني الأثرية، ويشتمل على مجموعة من الفصول، ومعامل، وقاعات للرياضة وللاجتماعات، وصالة للطعام.[6]

## نظام التعليم
تقوم الأكاديمية بتدريس الطلاب والطالبات في مراحل التعليم الثلاث (الابتدائية والمتوسطة والثانوية) والمناهج المطبقة فيها هي مزيج من المناهج العربية والإسلامية إضافةً إلى مناهج دولة المقر.

## الهدف من تأسيس الأكاديمية
توفير مستوى عالٍ من السلطات التعليمية السعودية والبريطانية معاً لأبناء الدبلوماسيين والمبتعثين السعوديين وأطفال العرب والمسلمين في بريطانيا.

## مناشط الأكاديمية
- تعمل الأكاديمية على تحفيز الطلاب للعلم من خلال تكريمها للبارزين من طلبتها كل عام حيث تُقدم لهم الجوائز والإجازات التقديرية
- العمل على توسيع المشاركة عبر دعوة أولياء الأمور لحضور النشاطات المتعددة، وإبداء الآراء والملاحظات حول مستوى الطلاب والمناخ التربوي بالأكاديمية
- تعمل الأكاديمية على إصدار مجلة شهرية يُشارك في تحريرها الطلبة واعضاء هيئة التدريس لنشر مواهبهم والعمل على تشجيعهامن خلال سماع الآراء.[9]

## انظر ايضاً
- فهد بن عبدالعزيز آل سعود
- لندن

## وصلات خارجية
- أكاديمية الملك فهد بلندن تحتفي بخريجيها لهذا العام.